# Langeais (fosta comună)

Langeais este o comună în departamentul Indre-et-Loire, Franța. În 1 ianuarie 2016 avea o populație de 4.667 de locuitori.